# Fading Like a Flower
Fading Like a Flower – singel szwedzkiego duetu Roxette wydany w kwietniu 1991 jako drugi promujący album Joyride.
W 2005 roku wydane zostały dwa remiksy utworu pod tytułem Fading Like a Flower (Dancing DJs vs Roxette). Drugi to cover niemieckiej grupy Mysterio. Oba utwory były notowane na listach przebojów w Wielkiej Brytanii.

## Utwory
- Fading Like a Flower (Every Time You Leave)
- I Remember You
- Physical Fascination
- Fading Like a Flower (Gatica Remix)

## Soy una mujer
W 1996 grupa Roxette zamieściła hiszpańskojęzyczną wersję tej piosenki, zatytułowaną „Soy una mujer”, na swoim albumie Baladas En Español (wyd. 2 grudnia 1996). W lipcu 1997 została ona wydana jako singel promocyjny.